# Балаклавская железная дорога
Балаклавская железная дорога или Большая Крымская Центральная железная дорога (англ. Grand Crimean Central Railway) — военно-полевая железная дорога с шириной колеи 1676 мм, построенная в 1855 году во время Крымской войны. Цель строительства этой железной дороги состояла в снабжении армий союзников, участвовавших в осаде Севастополя. Впервые в истории на этой железной дороге был сформирован санитарный поезд.
Железная дорога была построена без заключения договора британским железнодорожным строителем-подрядчиком Самуэлем Мортоном Пито. Строительство дороги была начато по прошествии трех недель со дня доставки материалов и запасных частей. Первые 11 км дороги были построены в течение семи недель. Данная железная дорога сыграла значительную роль в успешной осаде союзниками Севастополя. По окончании войны дорога была продана и разобрана.

## Начало осады
15 (27) марта 1854 года Великобритания и Франция в поддержку Османской империи объявили войну России. В конце лета 1854 года лорд Раглан, командующий британскими силами, после совместного обсуждения планов боевых действий принял решение о целесообразности осады Севастополя, главной базы Черноморского флота России.
После высадки союзных сил вблизи Севастополя британской стороной была создана база в порту Балаклава в 13 км от Севастополя. Большая часть суши между Балаклавой и Севастополем находилось на плато, на высоте примерно 183 м над уровнем моря. Города были связаны узкой дорогой.
Осада Севастополя крайне затянулась. Вопреки ожиданиям о краткосрочности его осады, положение усугубляло и приближение зимы, и отсутствие нормальных сухопутных путей. Все это требовало от союзного командования решения вопроса о постоянном и бесперебойном снабжении войск.

## Предпосылки строительства дороги

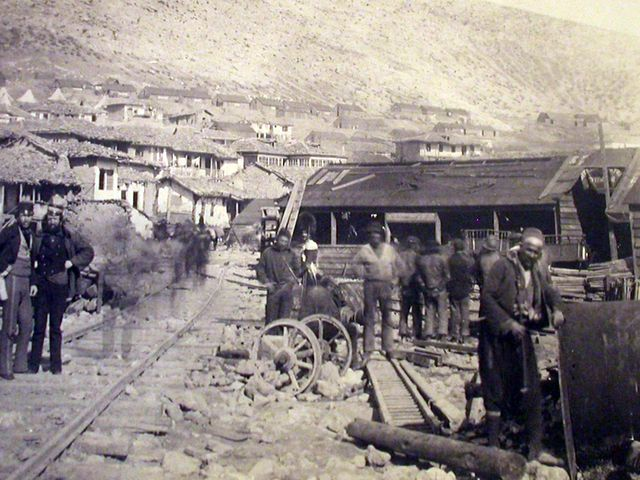
Пути в гавани Балаклавы

Об ухудшившихся условиях боевых действий стало известно в основном благодаря корреспонденту газеты The Times Уильяму Говарду Расселу. Узнавший об этих новостях, Самуэль Мортон Пето, один из ведущих строителей-подрядчиков железных дорог в то время, со своими партнёрами предложил строительство железной дороги без всяких коммерческих условий. Он обещал построить железную дорогу через три недели после высадки союзников в Балаклаве. Предложение было принято, и подрядчики начали получать строительные материалы, средства на приобретение или аренду судов, а также нанимать строителей. Флот с материалами и рабочими отплыл 21 декабря и в начале февраля прибыл к Балаклаве.
Тем временем, Джеймс Битти, один из партнёров Пито при строительстве железных дорог в Европе и Северной Америке, был назначен главным инженером строительства. Линия была обследована Дональдом Кэмпбеллом, который участвовал также в строительстве и эксплуатации железных дорог в Европе и Северной Америке. Первоочередной задачей Кэмпбелла было определение места выгрузки материалов, создания базы для строительства дороги. Из имеющихся маршрутов Кэмпбелл решил придерживаться существующих дорог.

## Конструкция
8 февраля 1855 года, менее чем через неделю после высадки и разгрузки оборудования материалов, началось строительство самой железной дороги. Пробный монтаж стационарных двигателей (приобретены две штуки, на случай отказа одного из них), был сделан до 10 февраля.

## Подвижной состав

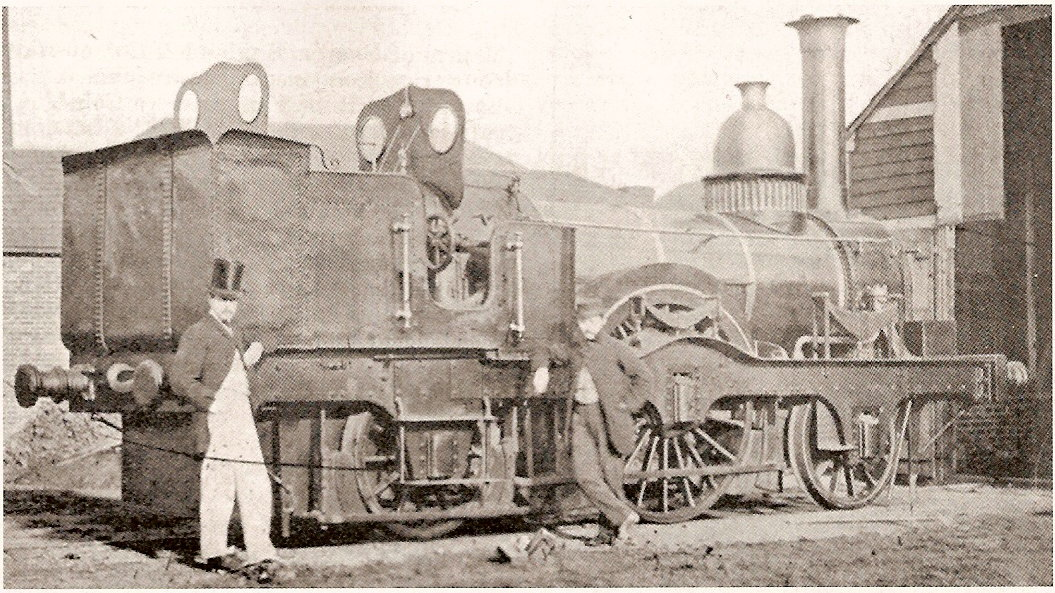
Один из паровозов типа 1-1-1, которые работали на Крымской железной дороге

Первые локомотивы стали использоваться с 8 ноября, но было уже слишком поздно, чтобы смена тяги смогла хоть как-то повлиять на эффективность перевозок и тем самым на результаты боевых действий и осады. Локомотивы не были эффективными, поскольку не могли справляться даже с лёгкими уклонами дороги между Балаклавой и Кадыкоем. На дороге использовалось как минимум пять паровозов: танк-паровозы Элаянс и Виктори типа 0-3-0, построенные заводом Э. Б. Уилсон (E. B. Wilson & Co) в Лидсе в 1854-55 гг.; пассажирские паровозы № 13 и 50 типа 1-1-0 Бэри, построенные заводом Бенджамин Хик и Сын (Benjamin Hick & Son) в Болтоне в 1838 и 1840 годах, поступившие с железной дороги Лондон и Норт-Вестерн (London & North Western Railway); паровоз Swan типа 1-1-1, построенный в Кру и принадлежавший ранее железнодорожной компании Св. Хеленс Канал (St Helens Canal & Railway Co).

## Дальнейшая судьба дороги
Общая протяженность дороги в целом составила около 23 км. После окончания войны российское правительство разобрало пути и продало их Турции. Другое оборудование, вывезенное союзниками, в том числе паровозы и вагоны, в дальнейшем было продано в Аргентину.